# Черрі-Веллі (Іллінойс)
Черрі-Веллі (англ. Cherry Valley) — селище (англ. village) в США, в округах Віннебаґо і Бун штату Іллінойс. Населення — 2905 осіб (2020).

## Географія
Черрі-Веллі розташоване за координатами 42°14′16″ пн. ш. 88°58′15″ зх. д. / 42.23778° пн. ш. 88.97083° зх. д. (42.237909, -88.970959).  За даними Бюро перепису населення США в 2010 році селище мало площу 22,53 км², з яких 21,86 км² — суходіл та 0,66 км² — водойми.

## Демографія
Згідно з переписом 2010 року, у селищі мешкали 3162 особи в 1339 домогосподарствах у складі 892 родин. Густота населення становила 140 осіб/км².  Було 1444 помешкання (64/км²).
Расовий склад населення:
| - 88,2 % — білих - 4,7 % — азіатів - 2,9 % — чорних або афроамериканців - 0,3 % — корінних американців - 0,1 % — вихідців з тихоокеанських островів - 1,5 % — осіб інших рас |

До двох чи більше рас належало 2,3 %. Частка іспаномовних становила 5,1 % від усіх жителів.
За віковим діапазоном населення розподілялося таким чином: 19,9 % — особи молодші 18 років, 63,8 % — особи у віці 18—64 років, 16,3 % — особи у віці 65 років та старші. Медіана віку мешканця становила 44,0 року. На 100 осіб жіночої статі у селищі припадало 98,4 чоловіків;  на 100 жінок у віці від 18 років та старших — 94,3 чоловіків також старших 18 років.
Середній дохід на одне домашнє господарство  становив 76 656 доларів США (медіана — 56 250), а середній дохід на одну сім'ю — 90 867 доларів (медіана — 78 793). Медіана доходів становила 58 125 доларів для чоловіків та 35 888 доларів для жінок. За межею бідності перебувало 0,6 % осіб, у тому числі 0,0 % дітей у віці до 18 років та 0,0 % осіб у віці 65 років та старших.
Цивільне працевлаштоване населення становило 1650 осіб. Основні галузі зайнятості: освіта, охорона здоров'я та соціальна допомога — 26,2 %, виробництво — 19,5 %, роздрібна торгівля — 12,1 %, науковці, спеціалісти, менеджери — 8,8 %.